# السلام الأميركي

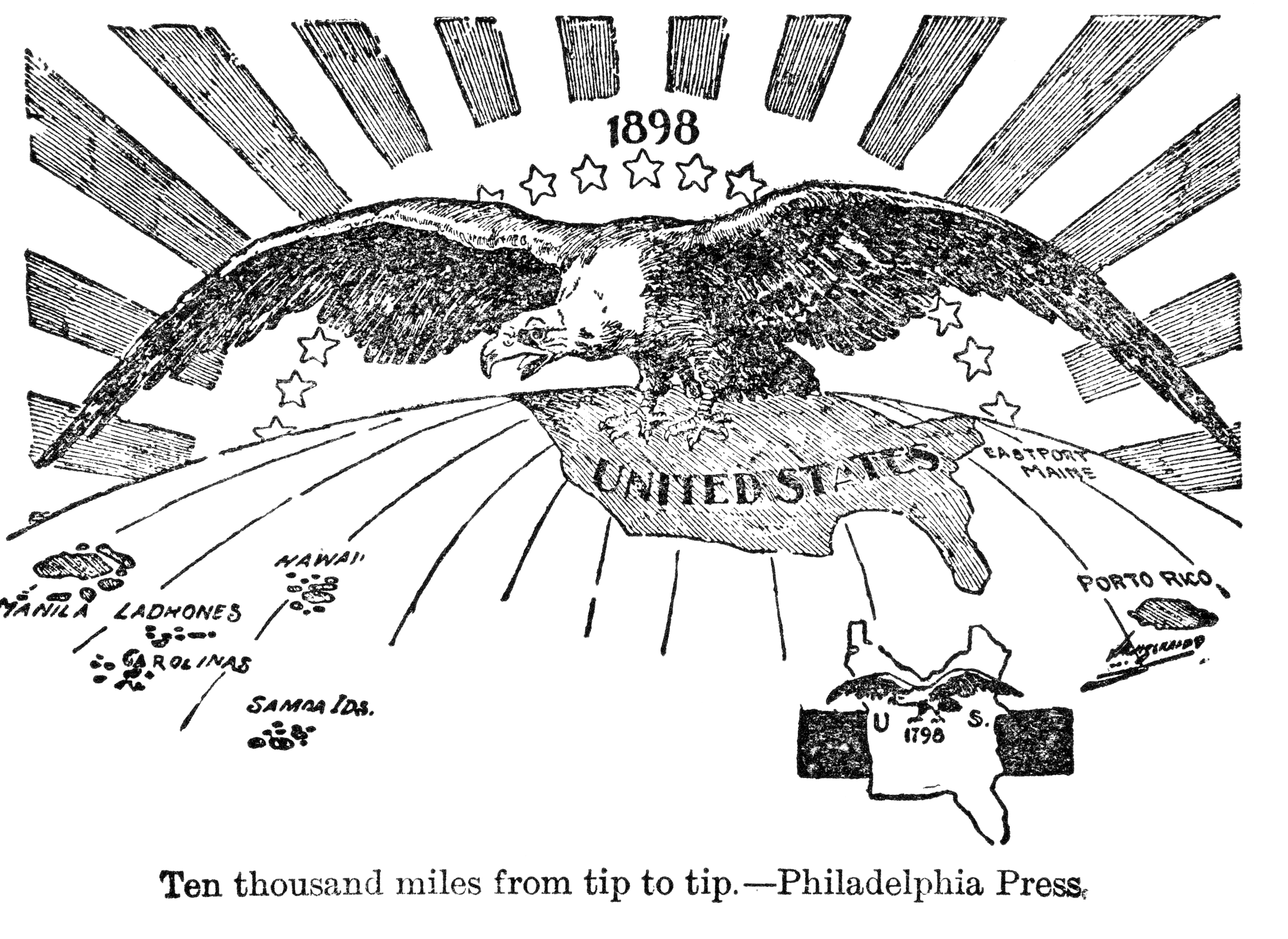

السلام الأميركي أو السلم الأميركي (بالإنجليزية: Pax Americana) مصطلح يقصد به فترة ما بعد الحرب العالمية الثانية بسبب من طغيان النفوذ الأمريكي فيها.